# Горан Драгич
Горан Драгич (на словенски: Goran Dragić) е словенски баскетболист, играещ като пойнт гард за Милуоки Бъкс в НБА. Европейски баскетболист на годината за 2017 г., спортист на годината в Словения същата година, участник в Мача на звездите в НБА през 2018 г. Европейски шампион с националния отбор на Словения през 2017 г. Брат му Зоран също е баскетболист.

## Клубна кариера
Между 2004 и 2006 г. играе в Геоплин Слован в Адриатическата лига и шампионата на Словения. През сезон 2004/05 става новобранец на годината в местното първенство. През 2006 г. играе в Мача на звездите, след което е привлечен от испанския БК Мурсия. През 2007/08 играе за Унион Олимпия и печели титлата, купата и суперкупата на страната.
През лятото на 2008 г. е изтеглен в драфта на НБА от Сан Антонио Спърс, но веднага след това е обменен във Финикс Сънс. Словенецът не успява да измести от титулярното място Стив Неш и записва ограничено игрово време. През сезон 2009/10 Финикс достига плейофната фаза и отпада на полуфиналите.
През февруари 2011 г. е обменен в Хюстън Рокетс, но и там е използван по-често от скамейката. По време на локаута в НБА играе закратко в Саски Баскония. През сезон 2011/12 записва 28 мача (от 66 през сезона) като титуляр за „ракетите“ с по 26 минути средно на мач и 11.7 точки. През първата седмица на април 2012 г. е избран за играч на седмицата в Западната конференция.
През лятото на 2012 г. за втори път става част от Финикс Сънс. Словенецът вече се налага като титуляр при „слънцата“ и през сезон 2012/13 вече записва по 14.4 точки на мач и над 7 асистенции. На 19 февруари 2013 г. записва 14 точки и 18 асистенции срещу Портланд Трейл Блейзърс, а срещу Бруклин Нетс е близо до трипъл-дабъл с показатели от 31 точки, 12 асистенции и 9 борби. На следващия сезон е преместен на позицията на шутинг гард, като записва 8 мача с по над 30 точки и през февруари 2014 г. за втори път става играч на седмицата в Западната конференция. Участва в конкурса по умения по време на Мача на звездите. На 28 февруари 2014 г. вкарва 40 точки 116:104 срещу Ню Орлиънс Пеликанс. През месеца счупва рекорда си по отбелязани точки три пъти, а в края на сезона печели наградата за най-прогресиращ играч през сезона. Освен това попада и в третия състав на идеалния отбор на НБА.
На 19 февруари 2015 г. е обменен в Маями Хийт. Гардът става основен играч за „горещите“ и през сезон 2015/16 извежда отбора до плейофната фаза, където достига до втория кръг. На 6 декември 2016 г. вкарва 29 точки при поражението при загубата със 103:114 от Ню Йорк Никс, а през февруари 2017 г. подобрява постижението си за личен рекорд с екипа на Хийт с 33 точки (7 точни изстрела от тройката) при успеха със 115:113 над Минесота Тимбърулвс. През ноември 2017 и януари 2018 г. става играч на седмицата в Източната конференция. Участва и в Мача на звездите за първи път в кариерата си.
На 28 октомври 2018 г. става първият словенски играч с 10 000 точки в НБА след като вкарва 28 точки в мач с Портланд Трейл Блейзърс. През сезон 2019/20 отново е на плейоф с Маями и помага на тима да достигне финала. „Горещите“ губят финала от Лос Анджелис Лейкърс, но Драгич записва най-добрите си показатели в плейофна фаза – 17 мача, 19.1 точки средно и 80% успеваемост в изстрелите от фал.

## Национален отбор
През 2004 г. става европейски шампион за младежи до 20 г. Драгич е в състава на Словения на Световното първенство през 2006 и Евробаскет 2007 и влиза предимно от скамейката. Ролята му започва да се увеличава на Евробаскет 2009 и Световното първенство през 2010 г. Заедно с брат си Зоран играят на Евробаскет през 2011 и 2013 г. На турнира през 2013 г. Словения заема 5-то място и е в идеалния отбор на шампионата. През 2014 г. е избран за капитан на Словения след като Яка Лахович се отказва от националния отбор.
През 2017 г. извежда Словения до първа европейска титла в историята. Във финалния мач Драгич вкарва 35 точки и е избран за най-полезен играч на турнира. Поради заслугите си за завоюване на титлата е избран за спортист на годината в страната.

## Успехи

### Клубни
- Шампион на Словения – 2007/08
- Купа на Словения – 2007/08
- Суперкупа на Словения – 2008
- Купа на Баскония – 2011

### Национален отбор
- Евробаскет – 2017
- Евробаскет до 20 г. – 2004

### Индивидуални
- Новобранец на годината в Словенската лига – 2005
- В Мача на звездите на Словенската лига – 2005, 2006
- В идеалния отбор на Евробаскет – 2013, 2017
- MVP на Евробаскет – 2017
- Играч на седмицата в Западната конференция в НБА – април 2012, януари/февруари 2014
- Играч на седмицата в Източната конференция в НБА – ноември 2017, януари 2018
- Най-прогресиращ играч в НБА – 2014
- В Мача на звездите на НБА – 2018